# دریاچه پوئلو
دریاچهٔ پوئلو یا لاگو پوئلو (به [ Lago Puelo] Error: {{Lang-xx}}: متن دارای نشانه‌گذاری ایتالیک است (راهنما)) دریاچه‌ای واقع در پارک ملی لاگو پوئلو در شمال غربی ایالت چوبوت در پاتاگونیای آرژانتین است. این دریاچه که خاستگاهی رودخانه‌ای-یخچالی دارد مساحتی برابر با ۴۴ کیلومتر مربع را در بر گرفته و حداکثر عمقش به ۱۸۰ متر می‌رسد. جنگل‌های بارانی معتدل والدیوین، علی‌رغم قرارگیری دریاچه در شرق رشته‌کوه‌های آند، گرداگرد آن‌را پوشانده‌اند و هرسال تابستان بیش از ۲۰٬۰۰۰ گردشگر از این منطقه دیدن می‌کنند. حجم آب دریاچهٔ پوئلو برابر با ۴٬۹۰۲ کیلومتر مکعب است و رودهای توربیو، اپوین و آزول، سه رود مهمی هستند که به این دریاچه می‌ریزند.

## نام دریاچه
نام دریاچهٔ پوئلو احتمالاً برگرفته از عبارت پوئل-کو (پوئل به‌معنای شرق و کو به‌معنای آب) در زبان ماپوچه‌ای است و معنایی همچون «آبی در شرق» می‌دهد، به‌ویژه که حوضهٔ آبریز پوئلکو به سمت شرق و اقیانوس آرام بوده و رود پوئلو که از این دریاچه خارج می‌شود در پایان به اقیانوس آرام می‌ریزد.